# Antofagasta PLC
Antofagasta plc es un grupo minero internacional, con sede en Chile y es uno de los diez mayores productores de cobre del mundo. Recogiendo sus lazos históricos con la región minera de Antofagasta, la compañía nace luego de la adquisición por la familia Luksic del antiguo Ferrocarril de Antofagasta a Bolivia (FCAB), en 1979. Recogiendo la visión del grupo de desarrollar una minería de clase mundial desde el norte de Chile, la empresa rápidamente se convirtió en el principal grupo minero privado chileno. Así, al año 2020, sus cuatro operaciones -Antucoya, Centinela, Zaldívar y Pelambres- produjeron 733.900 toneladas de cobre, además de molibdeno, oro y plata como subproductos. Antofagasta plc está listada en la Bolsa de Valores de Londres y desde el año 2004 está incluida en el FTSE 100, índice compuesto por las 100 compañías de mayor capitalización. 
Su división de transportes, encabezada por el FCAB, transporta más de 6,4 millones de toneladas al año en la zona norte de Chile, uno de los principales hubs mineros del mundo. El grupo tiene una cartera de proyectos mineros, en Chile y Estados Unidos, que aseguran su crecimiento sustentable, además de diversas iniciativas de exploración y crecimiento.

## Historia
El grupo tiene su antecedente en el Ferrocarril de Antofagasta a Bolivia, empresa que estaba listada en la Bolsa de Valores de Londres, desde 1888, y cuyo giro era la operación de la vía férrea entre la ciudad de Antofagasta, en el norte de Chile, y La Paz, capital de Bolivia.
En 1980, el Grupo Luksic adquiere una mayoría de las acciones del FCAB, las que luego se integraron bajo el nombre de Antofagasta Holdings.
Durante la década de los 80, y siguiendo la visión del fundador del grupo, Andrónico Luksic Abaroa, de diversificar el giro del holding y desarrollar minería de clase mundial desde su región de origen, la compañía adquirió en 1983 el yacimiento minero de Michilla, constituyéndose como Minera Michilla en 1993. La operación fue vendida en 2016 a la empresa de mediana minería Haldeman Mining Company S.A.
En 1985, Antofagasta adquiere Anaconda Chile y con ello el yacimiento de Los Pelambres, ubicado en la Región de Coquimbo. Se trata de una mina que ya había sido reconocida en la década del 20 por el empresario Willian Burford Braden, y que ofrecía la ventaja de ser uno de los depósitos de cobre más grandes de Chile y del mundo y, por lo tanto, otorgaba la base para un crecimiento relevante en la actividad minera del grupo.
En 1996, Antofagasta Holdings transfirió sus actividades no mineras –industriales, telecomunicaciones y bancaria- a Quiñenco SA, también propiedad de la familia Luksic. Esto le permitió a Antofagasta concentrarse en el desarrollo de Minera Los Pelambres, cuya construcción inició en 1997. Este yacimiento se encuentra en la región de Coquimbo. Así, tras una fuerte inversión en 1999 comienza a operar el yacimiento. Hoy es uno de los mayores productores de cobre de Chile, con 359.600 toneladas de cobre al año (2020).   
En 2011, Antofagasta pone en marcha Minera Antucoya, yacimiento ubicado en la Región de Antofagasta, ubicado a 125 kilómetros al noroeste de la ciudad de Antofagasta y a 1.700 metros de altura. Esta operación presenta el desafío de tener que ser eficiente y moderna ya que tiene una ley promedio de 0,35%.
En 2014 se crea Minera Centinela, también ubicada en la Región de Antofagasta, la cual unificó las operaciones ya existentes de Minera El Tesoro (2001) y Minera Esperanza (2011), para aprovechar las sinergias entre ambos yacimientos y proyectarse como un único distrito minero. Esto con el fin de hacer un mejor uso de las condiciones geográficas, técnicas y logísticas que hacían posible una planificación y operación integradas.
Tanto Antucoya como Centinela usan agua de mar sin desalar para producir cobre, técnica en la que Antofagasta Minerals es pionera, ya que empezó a utilizar agua de mar en su operación inicial, Michilla. En Centinela, además se implementó, por primera vez en Chile, el uso de relaves espesados, es decir, relaves que contienen menos agua que los tradicionales.
En 2015, Antofagasta plc toma el control de Twin Metals, proyecto minero de cobre, níquel y cobalto, ubicado en el área norte del estado de Minessota, Estados Unidos. Actualmente, se encuentra en fase de aprobación de los distintos permisos, tanto estatales como federales, que requiere para iniciar su construcción.
También en 2015, el grupo adquirió el 50% de la propiedad y la operación de Minera Zaldívar, yacimiento de cobre ubicado a 175 kilómetros al sudeste de Antofagasta, operado hasta ese entonces por Barrick Gold. 

## Operaciones

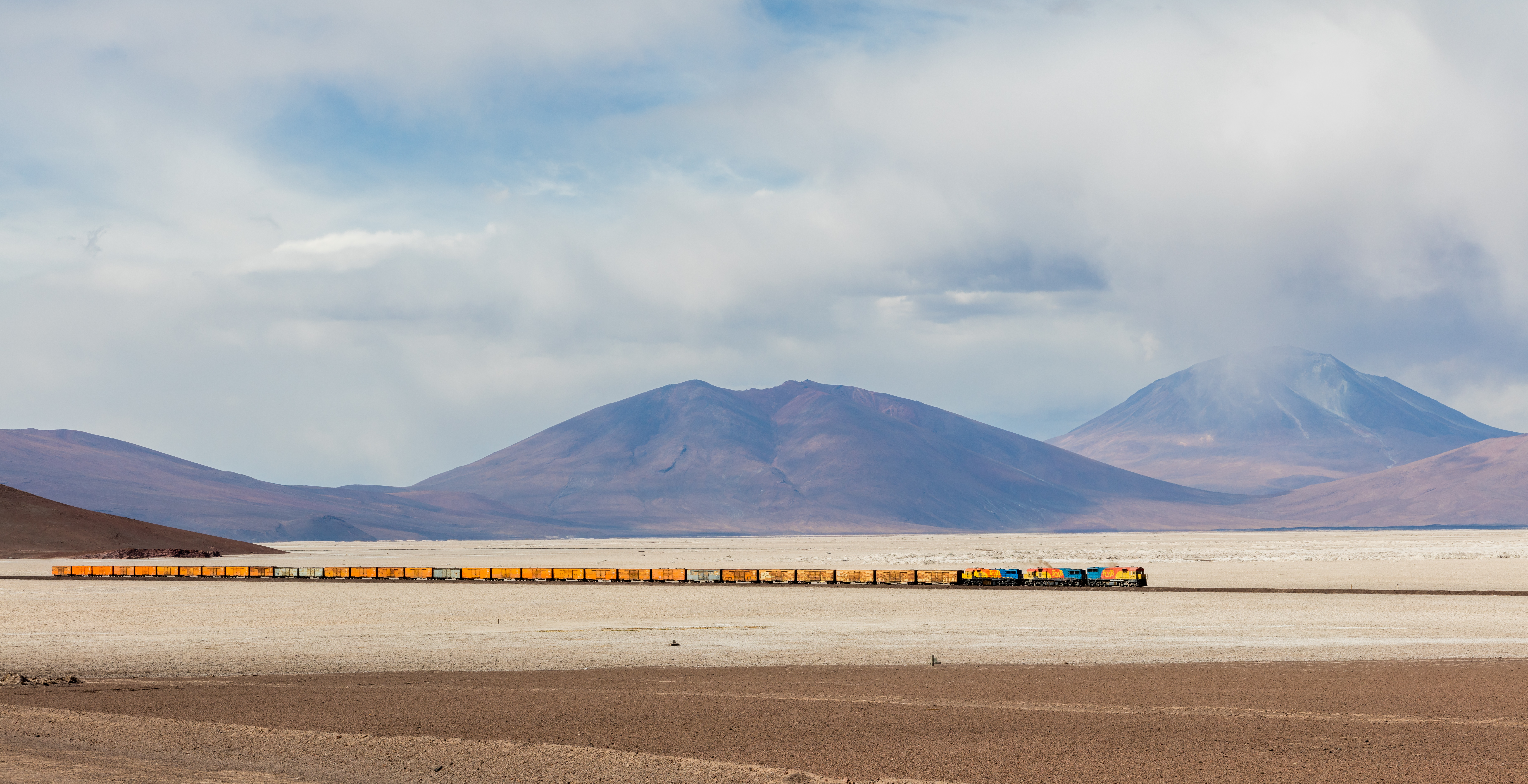
Ferrocarril FCAB en el salar de Ascotán, Chile.

Antofagasta plc es uno de los mayores productores de cobre a nivel mundial, con una producción, al año 2020, de 733.900 toneladas de cobre, además de molibdeno, oro y plata como subproductos. Sus operaciones mineras se concentran en Chile, a través de las compañías mineras Los Pelambres (con el 60% de la propiedad), Centinela (con el 70% de la propiedad), Antucoya (con el 70% de la propiedad) y Zaldívar (con el 50% de la propiedad).
El grupo explota además una extensa red de transporte en el norte de Chile, con el nombre de Ferrocarril de Antofagasta a Bolivia (FCAB), empresa de la cual controla el 100% del capital, y que transporta al año más de 6,4 millones de toneladas de minerales, insumos mineros y otros productos. 

## Propiedad
El 65% de la propiedad de Antofagasta plc pertenece al grupo empresarial chileno ligado a la familia Luksic.